# 三木聡
三木 聡（みき さとし、1961年8月9日 - ）は、日本の放送作家・映画監督・劇作家・舞台演出家である。

## 略歴
神奈川県横浜市出身。慶應義塾大学文学部卒業。大学時代に放送作家の研修生のアルバイト募集を見た友人に誘われ一緒に応募したところ自分だけが合格し、20歳から放送作家の事務所に入り、『タモリ倶楽部』（テレビ朝日）、『ダウンタウンのごっつええ感じ』（フジテレビ）、『トリビアの泉』（フジテレビ）といった人気番組の放送作家としてキャリアを重ねる。この頃から竹中直人やシティボーイズ、劇作家の宮沢章夫と一緒に仕事を始める。シティーボーイズとは2000年までライブ等の脚本・演出を手がけていた。
2005年、奥田英朗の小説を映画化した『イン・ザ・プール』や、ごく平凡な主婦がスパイとなるコメディ『亀は意外と速く泳ぐ』などを手掛け、映画監督としても注目を集めるようになる。映画監督になってからは『時効警察』（テレビ朝日）シリーズや『熱海の捜査官』（テレビ朝日）といった連続ドラマも手掛けている。

## 人物
脱力系の笑いを交えた作風で、日常風景や登場人物たちの会話に小ネタを挟み独特な世界を演出する。昔から脚本の書き方や映画の撮り方も全て自己流でやっている。
妻は女優のふせえり。

## 作品

### 映画
- シティボーイズライブ短編映画「まぬけの殻」（2000年）監督・脚本
- イン・ザ・プール（2005年）監督・脚本
- 亀は意外と速く泳ぐ（2005年）監督・脚本
- ダメジン（2006年）監督・企画・脚本 ※撮影は2002年
- 図鑑に載ってない虫（2007年）監督・原作・脚本
- 転々（2007年）監督・脚本
- インスタント沼（2009年）監督・脚本
- 俺俺（2013年）監督・脚本
- 音量を上げろタコ!なに歌ってんのか全然わかんねぇんだよ!!（2018年）監督・脚本
- 緊急事態宣言「ボトルメール」（2020年）監督・脚本
- 大怪獣のあとしまつ（2022年）監督・脚本
- コンビニエンス・ストーリー（2022年）監督・脚本

### テレビドラマ
- 世にも奇妙な物語 第3シリーズ「顔」（1992年、フジテレビ）脚本
- 留萌交番日記'95春（1995年、北海道テレビ）脚本
- 優香座シネマ「お湯は意外とすぐに沸く」（2002年、テレビ朝日）脚本・演出
- 演技者。「いい感じに電気が消える家」（2003年、フジテレビ）脚本・演出
- 68FILMS 東京少女#6「臭いものには蓋の日」（2004年、BS-i・BSフジ）脚本・演出
- 時効警察（2006年、テレビ朝日）脚本・演出
- 帰ってきた時効警察（2007年、テレビ朝日）脚本・演出
- 週刊真木よう子「チー子とカモメ」（2008年、テレビ東京）脚本・演出
- トンスラ 第1話（2008年、日本テレビ）脚本・演出
- 熱海の捜査官（2010年、テレビ朝日）脚本・演出
- 変身インタビュアーの憂鬱（2013年、TBS）脚本・演出
- 時効警察・復活スペシャル　(2019年、テレビ朝日)　脚本・演出
- 時効警察はじめました（2019年、テレビ朝日）脚本・演出

### 舞台演出
- シティボーイズライブ「さまよえるオランダ人」（1989年）
- シティボーイズライブ「サイパン」（1989年）
- シティボーイズライブ「ワニの民」（1990年）
- シティボーイズライブ「14Cの記憶」（1991年）
- シティボーイズライブ「鍵のないトイレ」（1992年）
- シティボーイズライブ「愚者の代弁者、西へ」 (1993年）
- シティボーイズライブ「ゴム脳市場」（1994年）
- シティボーイズライブ「愚者の代弁者、うっかり東へ」 (1995年）
- シティボーイズライブ「丈夫な足場」（1996年）
- シティボーイズライブ「NOT FOUND　見つかりませんでした」（1997年）
- シティボーイズライブ「真空報告官(P)」（1998年）
- シティボーイズライブ「真空報告官大運動会」（1998年）　渋谷公会堂
- シティボーイズライブ「夏への無意識」（1999年）
- シティボーイズライブ「ウルトラシオシオハイミナール」（2000年）
- シティーボーイズ「仕事の前にシンナーを吸うな、」（2017年）

### インターネットドラマ
- インターネットドラマ「φ」（2002年）脚本・演出
- グンゼ「ベランダ」（2008年）脚本・演出

### その他
- 乃木坂46 橋本奈々未 個人PV 「ススメ！」（2012年）
- 乃木坂46 桜井玲香 個人PV「ほとんど役に立たない映像のお芝居サンプル」（2014年）
- 欅坂46 平手友梨奈 個人PV「テンガロンステーキ ドメスティック2 予告編」（2016年）

## 担当番組

### これまで担当した番組
- 夕やけニャンニャン（フジテレビ）
- GOB（日本テレビ）- シティボーイズ出演コーナー「エジソンのくずかご」担当
- 1or8（フジテレビ）
- 世界で一番くだらない番組（フジテレビ）
- タモリ倶楽部（テレビ朝日）
- ダウンタウンのごっつええ感じ（フジテレビ）
- 冒冒グラフ（フジテレビ）
- EXテレビ（火曜日・読売テレビ）
- BLT（読売テレビ）
- 笑う犬シリーズ（フジテレビ）
- TV's HIGH（フジテレビ）
- 少年頭脳カトリ（フジテレビ）
- シネ☆パラ「THE NEXT 金ようロードショー 大人のための映画教室」（日本テレビ）
- 北半球で一番くだらない番組（フジテレビ）
- トリビアの泉 〜素晴らしきムダ知識〜（フジテレビ） - ブレーン担当
- 森田一義アワー 笑っていいとも!（フジテレビ）- ブレーン担当（水曜日 → 火曜日）
- 笑っていいとも!増刊号（フジテレビ）
- 笑っていいとも!特大号（フジテレビ）
- ヨルタモリ（フジテレビ）
- 前略、月の上から。（フジテレビ） - ブレーン担当

### 著書
- 音量を上げろタコ！なに歌ってんだか全然聞こえねぇんだよ！！（ 株式会社KADOKAWA、2018年1月25日、ISBN 978-4-04-106044-5）角川文庫
- インスタント沼（ 角川書店、2009年4月25日、ISBN 978-4048739429）　装画　逆柱いみり
- 天職への階段 29人の仕事愛（週刊SPA!編集部・編、扶桑社、2008年） - インタビュー収録

- 帰ってきた時効警察（三木聡ほか著、角川書店、2007年6月 ISBN 978-4048737821） - 第2シリーズのノベライズ。

- 帰ってきた時効警察オフィシャル本（太田出版、2007年6月9日、ISBN 978-4778310677）
- 図鑑に載ってない虫（幻冬舎、2007年4月、ISBN 978-4344013179）
- Ideaedit アイデアの生まれるところ（上條桂子 著、大和書房、2006年） - インタビュー収録
- 時効警察オフィシャル本（テレビ朝日『時効警察』スタッフ編著、太田出版、2006年5月26日、ISBN 4778310004）
- 時効警察（三木聡ほか著、 角川書店、2006年3月11日、ISBN 4048736876）角川文庫（2007年3月、ISBN 978-4043844012）- 第1シリーズのノベライズ。
- 映画監督になる 06-07（泊貴洋 編著、演劇ぶっく社、2006年） - インタビュー収録
- エスクァイア日本版 臨時増刊 それゆけ!オースティン・パワーズ（エスクァイアマガジンジャパン、1999年） - 大竹まこと、小松純也との座談会を収録
- Ideaedit アイデアの生まれるところ（上條桂子 著、大和書房、2006年） - インタビュー収録

### 作詞
- 斉木しげる「恋人達のゴム脳」
- パイレーツ「電気でGO!」
- エキセントリック少年ボウイオールスターズ「「エキセントリック少年ボウイ」のテーマ」 - 作詞補